# Еван Гендлер
Еван Гендлер (англ. Evan Handler, нар 10 січня 1961 р, Нью-Йорк) — американський актор. Відомий насамперед за серіалом «Секс і Місто» і «Блудлива Каліфорнія».

## Життєпис
Еван Гендлер народився 10 січня 1961 року в Нью-Йорку. Еван виріс у місті Монтроуз, свою кар'єру він почав ще підлітком. Перша картина з його участю вийшла на екрани в 1981 році. Евану вдалося попрацювати з такими видатними режисерами як Рон Говард та Олівер Стоун.
Гендлер — не тільки телевізійний актор. Він грав на Бродвеї в знаменитих постановках, серед яких «Я ненавиджу Гамлета», «Межа Бродвею», «Спогади Брайтон Біч» і «Дитя Соломона».
Еван пише статті для ряду видань, серед яких The New Yorker, ELLE Magazine і USA Weekend.
Після ролі в знаменитому серіалі «Секс і Місто» Еван взяв участь як запрошена зірка в низці інших популярних проєктів — «[[C.S.I.: Місце злочину Маямі», «Загублені», «Акула» та ін.
З 2007 року Гендлер грав у серіалі «Секс і Каліфорнія» роль літературного агента, Чарлі Ранкла.

## Письменництво
Гендлер також є письменником. Його перша книга, Time On Fire: My Comedy of Terrors, була опублікована в 1996 році. У ній він розповідає про свій досвід як пацієнта з гострим мієлогенним лейкозом та його несподіваним одужанням. Друга його книга, 'It's Only Temporary … Good News and Bad News of Alive' вийшла у травні 2008 року.

## Фільмографія
- «Мистецтво обману» (2019)
- «Гарна боротьба» (серіал 2017 — з наст. час)
- «Американська історія злочинів» (серіал, 2016)
- «Блудлива Каліфорнія>» (серіал, 2007—2014)
- «Необхідна жорстокість» (серіал, 2011—2013)
- «Чи повинен був Ромео?» (2011)
- «Родинне дерево» (2011)
- «Занадто крутий для невдачі» (2011)
- «Секс і Місто 2» (2010)
- «Секс і Місто» (2008)
- «Акула» (серіал, 2007)
- «Студія 60 на Сансет-Стрип» (серіал, 2006)
- «Загублені» (серіал, 2006)
- «C.S.I.: Місце злочину Маямі» (серіал, 2006)
- «Гарячі властивості» (серіал, 2005)
- «>24» (серіал, 2005)
- «Джек і Боббі» (серіал, 2004)
- «Без сліду» (серіал, 2004)
- «Друзі», 9 сезон 11 серія (серіал, 2003)
- «Клієнт завжди мертвий» (серіал, 2003)
- «Секс і Місто» (серіал, 2002—2004)
- «Зберігач» (серіал, 2002)
- «Ед» (серіал, 2001)
- «Західне крило» (серіал, 2001)
- «Закон і порядок» (серіал, 2000)
- «Три помічники» (2000)
- «Схоже на те, що ти знаєш» (1999)
- «Нью-Йорк під прикриттям» (серіал, 1998)
- «Жнива» (1998)
- «Викуп» (1996)
- «Одне життя прожити» (1996)
- «Природжені вбивці» (1994)
- «Мила Лоррейн» (1987)
- «Що, якщо я гей?» (1987)
- «Війна і любов» (1985)
- «Поліція Маямі: Відділ моралі» (серіал, 1985)
- «Дорогий містер Чудовий» (1981)
- «Відбій» (1981)
- «Обрані» (1981)